# Тикудзэн (провинция)

Провинция Тикудзэн на карте Японии со старым административным делением (выделена красным).

Провинция Тикудзэн (яп. 筑前国 тикудзэн но куни, «Страна Тикудзэн») — историческая провинция Японии в регионе Кюсю на востоке острова Кюсю. Соответствует западной части современной префектуры Фукуока.

## История
Издревле Тикудзэн была частью государства Цукуси (яп. 筑紫国), которое в VII веке было разделено яматоскими монархами на две административными единицы — Тикуго (яп. 筑後, «заднее Цукуси») и Тикудзэн (яп. 筑前, «переднее Цукуси»). Провинциальное правительство Тикудзэн располагалось на территории современного города Дадзайфу.
Провинция Тикудзэн была японским «окном в Азию». В городе Дадзайфу располагались дворцы для приёма иностранных посольств. Тикудзэн была также центром восточно-азиатской торговли, особенно после постройки в 1161 году крупного порта в городе Хаката под руководством Тайры-но Киёмори.
В XIII веке провинцией руководил род Сёни. Именно во время его руководства в Тикудзэн вторгались монгольские войска в 1274 и 1281 годах. Победа над ними дала возможность Сёни продержаться в качестве правителей провинции вплоть до средины XV века, когда их владения были поглощены родом Оути.
В средние века центральный город провинции Хаката был не только важным торговым центром. Город имел целый квартал, где проживали китайские контрабандисты и японские пираты. В XVI веке провинция Тикудзэн была захвачена родом Рюдзодзи, а позже — христианским самурайским родом Курода.
В период Эдо (1603—1867) провинцию Тикудзэн продолжали контролировать Курода, которые под давлением центральной власти приняли буддизм. Их владения были разделены на три хана — основной Фукуока-хан и его дочерние образования Акидзуки-хан и Торэндзи-хан.
В результате административной реформы в 1871 году провинция Тикудзэн была преобразована в префектуру Фукуока.

## Уезды провинции Тикудзэн
- Гэдза (яп. 下座郡)
- Дзёдза (яп. 上座郡)
- Ито (яп. 怡土郡)
- Кама (яп. 嘉麻郡)
- Касуя (яп. 糟屋郡)
- Куратэ (яп. 鞍手郡)
- Микаса (яп. 御笠郡)
- Мунаката (яп. 宗像郡)
- Мусирода (яп. 席田郡)
- Нака (яп. 那珂郡)
- Онга (яп. 遠賀郡)
- Савара (яп. 早良郡)
- Сима (яп. 志摩郡)
- Хонами (яп. 穂波郡)
- Ясу (яп. 夜須郡)